# حسين فريج
حسين باسم قاسم فريج مواليد 31 يوليو 2002 في القطيف ، السعودية، هو لاعب كرة قدم سعودي نادي الحزم.

## مسيرة اللاعب
لعب في نادي الخليج ونادي الحزم.